# Гриже (Сежана)
Гриже (словен. Griže) — поселення в общині Сежана, Регіон Обално-крашка, Словенія. Висота над рівнем моря: 407 м.